# Virginia Slims of Denver
Il Virginia Slims of Denver è stato un torneo femminile di tennis giocato dal 1972 al 1991. Si è disputato a Denver negli USA su campi in cemento indoor dal 1972 al 1984 e sul sintetico indoor dal 1985 al 1991.

## Albo d'oro

### Singolare
| Anno        | Campionessa         | Finalista        | Punteggio     |
| ----------- | ------------------- | ---------------- | ------------- |
| 1972        | Nancy Richey        | Billie Jean King | 1–6, 6–4, 6–4 |
| 1973        | Billie Jean King    | Betty Stöve      | 6–4, 6–2      |
| 1974        | Evonne Goolagong    | Chris Evert      | 7–5, 3–6, 6–4 |
| 1975        | Martina Navrátilová | Carrie Meyer     | 4–6, 6–4, 6–3 |
| 1976 - 1983 | Non disputato       | Non disputato    | Non disputato |
| 1984        | Mary Lou Daniels    | Kim Sands        | 6–1, 6–1      |
| 1985        | Mareen Harper       | Zina Garrison    | 6–4, 4–6, 6–4 |
| 1986 - 1990 | Non disputato       | Non disputato    | Non disputato |
| 1991        | Lori McNeil         | Manon Bollegraf  | 6–3, 6–4      |

### Doppio
| Anno        | Campionesse                        | Finaliste                              | Punteggio     |
| ----------- | ---------------------------------- | -------------------------------------- | ------------- |
| 1972        | Françoise Dürr / Lesley Hunt       | Helen Gourlay-Cawley / Karen Krantzcke | 6–0, 6–3      |
| 1973        | Rosemary Casals / Billie Jean King | Françoise Dürr / Betty Stöve           | 3–2 rit.      |
| 1974        | Françoise Dürr / Betty Stöve       | Mona Schallau / Pam Teeguarden         | 6–2, 7–5      |
| 1975        | Françoise Dürr / Betty Stöve       | Rosemary Casals / Martina Navrátilová  | 3–6, 6–1, 7–6 |
| 1976 - 1983 | Non disputato                      | Non disputato                          | Non disputato |
| 1984        | Anne Hobbs / Marcella Mesker       | Sherry Acker / Candy Reynolds          | 6–2, 6–3      |
| 1985        | Mary Lou Daniels / Robin White     | Leslie Allen / Sharon Walsh            | 1–6, 6–4, 7–5 |
| 1986 - 1990 | Non disputato                      | Non disputato                          | Non disputato |
| 1991        | Lise Gregory / Gretchen Magers     | Patty Fendick / Lori McNeil            | 6–4, 6–4      |